# Сигары фараона
«Сигары фараона» (фр. Les Cigares du pharaon) — четвёртый альбом из серии «Приключения Тинтина» бельгийского карикатуриста Эрже.
В комиксе впервые появляются пара усатых детективов и Растапопулос. Публиковался в журнале Le Petit Vingtième с 8 декабря 1932 года по 8 февраля 1934 года под названием «Тинтин на Востоке» (фр. Tintin en Orient), а затем был опубликован в сборнике Casterman в 1934 году. Цветная версия с сокращениями вышла в 1955 году. Связан сквозной сюжетной линией со следующим альбомом, «Голубой лотос».
История повествует о молодом бельгийском репортёре Тинтине и его собаке Милу, которые путешествуют по Египту, когда обнаруживают гробницу фараона с мёртвыми египтологами и коробками сигар.

## Сюжет

### В Египте
Во время круиза по Средиземному морю Тинтин невзначай наживает себе врага — толстосума Растапопулоса. На том же корабле он знакомится с египтологом Филемоном Сиклоном, направляющимся в Египет с папирусом, который, по его мнению, содержит ключ к местонахождению непотревоженной гробницы фараона Ки-Оска.
Между тем детективы Дюпон и Дюпонн (в первоначальной версии они называют себя X33 и X33b) обнаруживают в каюте Тинтина наркотики и, обвинив его в наркоторговле, помещают под арест. Репортёру и Милу удаётся выскользнуть через иллюминатор. В Порт-Саиде они встречаются с Сиклоном и отправляются на поиски гробницы. Рядом с входом Тинтин находит сигару с печатью Ки-Оска, напоминающей инь и ян.
Египтолог внезапно куда-то пропадает, и Тинтин с Милу отправляются на его поиски в гробницу. По мере того, как они продвигаются вглубь, двери за ними захлопываются. В большой зале они находят ряд мумифицированных египтологов (включая лорда Карнаваля и Э. П. Джакобини). В конце три пустых саркофага с именами их будущих обитателей — Сиклона, Милу и Тинтина. Вокруг разбросана одежда пропавшего учёного.
Под действием опиумных испарений друзья засыпают. Ночью контрабандисты погружают на корабль саркофаги, которые затем сбрасывают в открытое море. В этих саркофагах оказываются Тинтин и Милу. К счастью, их подбирает проходящий мимо корабль, где они знакомятся с неуёмным португальским негоциантом по имени Оливейра ди Фигейра. Последний продаёт Тинтину кучу всякого хлама (лыжи, снаряжение для игры в гольф и т. д.).

### В Саудовской Аравии

Знак фараона Ки-Оска

Тинтин сходит с корабля и отправляется в глубь пустыни, где его перехватывают люди местного шейха. Тот неприязненно относится к европейцам, однако для Тинтина делает исключение, так как зачитывается комиксами о его приключениях. Тогда же Тинтин пытается спасти от побоев кричащую женщину, а выясняется, что это Растапопулос снимает в пустыне кино.
Чтобы не привлекать к себе внимание, Тинтин переодевается в местного жителя. Начинается война между племенами, и его мобилизуют в армию. В кабинете полковника он находит сигары с печатью фараона. Арабский полковник застаёт его за этим занятием и обвиняет в шпионской деятельности. Его приговаривают к расстрелу, однако ружья оказываются заряженными холостыми патронами. Его «хоронят» в могиле с вентиляционным отверстием, откуда ночью его извлекают две женщины в паранджах. За восточными одеяниями скрываются Дюпон и Дюпонн, которые подстроили «казнь» с тем, чтобы захватить Тинтина живым и предать суду за наркоторговлю.

### В Индии
Тинтину удаётся оторваться от своих преследователей на самолёте. Приземлившись в Индии, он находит в джунглях профессора Сиклона, который вырезает печать фараона на деревьях. Он сошёл с ума и мнит себя Рамсесом II. Позднее он пытается заколоть Тинтина ножом. Выясняется, что профессор был загипнотизирован местным факиром, который дал ему задание избавиться от репортёра.
Тинтин пытается выведать имя главы контрабандистов у венгерского писателя по фамилии Злотый, однако прятавшийся за окном факир направляет в него стрелу с соком ядовитого растения. Под действием яда Злотый теряет рассудок. Тинтин сопровождает Сиклона и писателя в сумасшедший дом с письмом от доктора. Факиру удаётся подменить письмо указаниями освободить подопечных Тинтина, а самого его заточить в лечебницу как опасного психа.
Между тем Милу, отставший от своего хозяина по дороге, подвергается нападению священной коровы. Индийские крестьяне обвиняют его в святотатстве и решают принести в жертву Шиве. Голос из танцующего изображения Шивы в последний момент приказывает освободить собаку. Как выясняется позднее, голос принадлежит Дюпону и Дюпонну, которые хотят использовать фокстерьера, чтобы найти и арестовать его хозяина.
Тинтину удаётся бежать из сумасшедшего дома, но врачи настигают его на вокзале. По пути в больницу неотложка сталкивается с машиной, за рулём которой — помешавшиеся Злотый и Сиклон. Тинтину удаётся оторваться от своих преследователей и встретиться с махараджей. Тот рассказывает о том, как его предки защищали местных крестьян от махинаций картеля наркоторговцев. Однако все они сошли с ума после того, как услышали странную музыку. Махараджа тоже слышит эту музыку и понимает, что пришёл его черёд лишиться рассудка.
Тинтин предлагает положить в постель махараджи манекен. Ночью в него попадает стрела с ядом, выпущенная факиром. Тинтин устремляется вслед за негодяем в дупло пальмы, которое ведёт в тайное логово бандитов под дворцом махараджи. Руководство картеля собралось на встречу в нелепых ку-клукс-клановских костюмах с символикой фараона. Тинтин оглушает одного из бандитов и, надев его костюм, устраивает переполох на собрании.
В зале появляются махараджа, Милу и детективы, которые сообщают о том, что египетской полиции удалось найти логово контрабандистов в гробнице Ки-Оска. Невиновность Тинтина доказана. Участники собрания вынуждены снять маски — это факир, арабский полковник и другие люди, которых Тинтин встречал в ходе путешествия. В сигарах обнаруживают героин.
На последних страницах альбома сбежавший из-под стражи факир и глава бандитов успевают похитить сына махараджи и увезти его в горы. Тинтин обезвреживает факира, спасает мальчика, однако главному злодею удаётся ускользнуть. Его личность будет установлена в следующем альбоме — «Голубой лотос», действие которого происходит в Китае.

## Приём
Комикс первоначально публиковался еженедельно с 8 декабря 1932 года по 8 февраля 1934 года в бельгийском журнале Le Petit Vingtième, детскому приложению к бельгийской консервативной газете Le Vingtième Siècle.
Последовав за «Тинтином в Америке», «Сигары фараона» имели коммерческий успех и были опубликованы в виде книги издательством Casterman вскоре после его завершения. Эрже продолжил «Приключения Тинтина» «Голубым лотосом», а сама серия стала определяющей частью франко-бельгийской традиции комиксов.
В 1955 году комикс был переработан и раскрашен Эрже и его помощниками в Studios Hergé.

## Экранизации и адаптации
На основе истории была поставлена пьеса 1941 года «Тинтин в Индии: Тайна Голубого бриллианта», также комикс был адаптирован для мультсериала «Приключения Тинтина» 1992 года и видеоигры «Tintin Reporter – Cigars of the Pharaoh» 2023 года.